# 沙尔利格庙
沙尔利格庙，赐名“妙云寺”，位于内蒙古自治区鄂尔多斯市乌审旗苏力德苏木沙尔利格嘎查境内，是一座藏传佛教格鲁派寺院。

## 简介
沙尔利格庙始建于清朝乾隆年间。同治六年（1867年），遭马化龙回民起义军烧毁。同治十三年（1874年），乌审旗巴拉珠尔公爷重修9间殿堂，朝廷赐名“妙云寺”。光绪六年（1880年），邀请甘肃省拉卜楞寺曹德那木热固桑活佛担任本寺住持。光绪十二年（1886年），兴建密宗院，此后增建哲学院。鼎盛时期，该寺有琉璃顶大经堂、琉璃顶大召、哲学院、密宗院、守斋殿、观音殿、药师殿、天母殿、转经殿等百余间，活佛宅邸、公爷宅邸、喇嘛住宅七百余间。沙尔利格庙的属庙有石砭庙、宝日浩舒庙、小石砭庙、布日都庙、苏布日嘎庙、陶利庙等七座小庙。文化大革命中，沙尔利格庙被毁灭。